# Dresdner Sportclub 1898 2002-2003
Questa voce raccoglie le informazioni riguardanti il Dresdner Sportclub 1898 nelle competizioni ufficiali della stagione 2002-2003.

## Stagione
Nella stagione 2002-2003 il Dresdner, allenato da Eberhard Vogel e José Morais, concluse il campionato di Regionalliga nord al 18º posto e fu retrocesso in Oberliga.

## Rosa
| N. |                     | Ruolo | Calciatore         |
| -- | ------------------- | ----- | ------------------ |
| 3  | Germania (bandiera) | D     | Andreas Diebitz    |
| 5  | Germania (bandiera) | D     | Thomas Hoßmang     |
| 6  | Germania (bandiera) | C     | Robert Krause      |
| 7  | Germania (bandiera) | C     | Jörg Schwanke      |
| 8  | Germania (bandiera) | C     | Jens-Uwe Zöphel    |
| 10 | Ucraina (bandiera)  | C     | Olexji Kurylenko   |
| 11 | Germania (bandiera) | A     | Sven Kubis         |
| 12 | Germania (bandiera) | P     | Christian Beer     |
| 13 | Germania (bandiera) | D     | Knut Michael       |
| 16 | Germania (bandiera) | C     | Albrecht Kalthofen |
| 17 | Germania (bandiera) | C     | Tino Wächtler      |
| 17 | Germania (bandiera) | A     | Jens Schaumkessel  |
| 18 | Germania (bandiera) | C     | Ronald Hamel       |

| N. |                       | Ruolo | Calciatore         |
| -- | --------------------- | ----- | ------------------ |
| 19 | Germania (bandiera)   | D     | Norbert Menzel     |
| 20 | Germania (bandiera)   | D     | Robert Pietsch     |
| 23 | Germania (bandiera)   | C     | René Trehkopf      |
| 24 | Germania (bandiera)   | P     | Enrico Keller      |
|    | Portogallo (bandiera) | D     | Bruno Baltazar     |
|    | Austria (bandiera)    | D     | Klaus Dietrich     |
|    | Germania (bandiera)   | D     | Markus Gaubatz     |
|    | Portogallo (bandiera) | C     | Carlos Mota        |
|    | Portogallo (bandiera) | C     | Paolo Manuel Viera |
|    | Portogallo (bandiera) | C     | Pedro Rodrigues    |
|    | Portogallo (bandiera) | A     | Cláudio Oeiras     |
|    | Portogallo (bandiera) | A     | Miguel Helder      |
|    | Rep. Ceca (bandiera)  | A     | Martin Smíšek      |

## Organigramma societario
Area tecnica
- Allenatore: José Morais
- Allenatore in seconda:
- Preparatore dei portieri:
- Preparatori atletici:
- Analisi video:

## Calciomercato

### Sessione estiva
| Acquisti | Acquisti        | Acquisti           | Acquisti |
| R.       | Nome            | da                 | Modalità |
| -------- | --------------- | ------------------ | -------- |
| P        | Christian Beer  | Magdeburgo         |          |
| D        | Klaus Dietrich  | Magdeburgo         |          |
| D        | Markus Gaubatz  | Oldenburg          |          |
| C        | André Gumprecht | Zwickau            |          |
| D        | Uwe Kramer      | Zwickau            |          |
| A        | Sven Kubis      | Energie Cottbus II |          |
| D        | Robert Pietsch  | Dinamo Dresda      |          |
| C        | Jörg Schwanke   | Paderborn          |          |
| A        | Frank Seifert   | Rot-Weiß Erfurt    |          |
| C        | Jens-Uwe Zöphel | Wacker Burghausen  |          |

| Cessioni | Cessioni         | Cessioni        | Cessioni |
| R.       | Nome             | a               | Modalità |
| -------- | ---------------- | --------------- | -------- |
| C        | André Gumprecht  | Perth Glory     |          |
| C        | René Beuchel     | Dinamo Dresda   |          |
| D        | Fernando Cassano | Atlanta         |          |
| D        | Ronny Ernst      | Rot-Weiss Essen |          |
| C        | Daniel Gunkel    | Preußen Münster |          |
| A        | Danny Kukulies   | Pfullendorf     |          |
| A        | Hendryk Lau      | Babelsberg      |          |
| C        | Aaran Lines      | Ruch Chorzów    |          |
| C        | Sven Ratke       | Dinamo Dresda   |          |
| P        | Roger Schöne     | Sachsen Lipsia  |          |

### Sessione invernale
| Acquisti | Acquisti | Acquisti | Acquisti |
| R.       | Nome     | da       | Modalità |
| -------- | -------- | -------- | -------- |

| Cessioni | Cessioni           | Cessioni               | Cessioni |
| R.       | Nome               | a                      | Modalità |
| -------- | ------------------ | ---------------------- | -------- |
| D        | Thomas Boden       | Schweinfurt 05         |          |
| D        | Uwe Kramer         | Sachsen Lipsia         |          |
| C        | Peter-Paul Petzold | Dinamo Dresda          |          |
| A        | Frank Seifert      | SG Blau-Gelb Laubsdorf |          |

## Risultati

### Regionalliga

#### Girone di andata
| Arbitro: | Späker |

|                |           |  |
| Spork 31’, 55’ | Marcatori |  |

| Arbitro: | Kemmling |

|                       |           |             |
| Kubis 22’ Pietsch 54’ | Marcatori | 39’ Eraslan |

| Arbitro: | Winkmann |

|                                |           |  |
| Michael 29’ (aut.) Krösche 42’ | Marcatori |  |

| Arbitro: | Koop |

|           |           |                                          |
| Boden 73’ | Marcatori | 37’ Fütterer 51’ Mamoum 64’ (rig.) Lenze |

| Arbitro: | Seemann |

|                                            |           |                                    |
| Al-Kassem 73’ Müller 85’ Kramer 88’ (aut.) | Marcatori | 3’ Schwanke 49’ Kubis 73’ Wächtler |

| Dresda 1º settembre 2002, ore 14:00 CEST 6ª giornata | Dresdner SC | 0 – 0 referto | Dinamo Dresda | Rudolf-Harbig-Stadion (17 100 spett.)\| Arbitro: \| Fleske \| |
| Arbitro:                                             | Fleske      |               |               |                                                               |

| Arbitro: | Rafati |

|              |           |  |
| Biermann 25’ | Marcatori |  |

| Arbitro: | Schriever |

|  |           |            |
|  | Marcatori | 38’ Gunkel |

| Arbitro: | Hielscher |

|                       |           |                     |
| Altıntop 42’ Löbe 53’ | Marcatori | 41’ Boden 49’ Kubis |

| Arbitro: | Marks |

|  |           |          |
|  | Marcatori | 45’ Koen |

| Arbitro: | Thomßen |

|  |           |                        |
|  | Marcatori | 21’ Krause 77’ Seifert |

| Dresda 12 ottobre 2002, ore 14:00 CEST 12ª giornata | Dresdner SC | 0 – 0 referto | Amburgo II | Heinz-Steyer-Stadion (488 spett.)\| Arbitro: \| Weber \| |
| Arbitro:                                            | Weber       |               |            |                                                          |

| Arbitro: | Jauch |

|                                  |           |             |
| Schiersand 62’, 76’ Guščinas 83’ | Marcatori | 45’ Seifert |

| Arbitro: | Henschel |

|           |           |                                 |
| Kubis 53’ | Marcatori | 31’, 55’ Federico 84’ Steegmann |

| Arbitro: | Schriever |

|                                                       |           |           |
| Demel 2’, 26’, 66’ Krontiris 44’ Pinske 58’ Şirin 89’ | Marcatori | 18’ Kubis |

| Arbitro: | Koop |

|                                  |           |  |
| Jank 23’ Noveski 53’ Tetzner 61’ | Marcatori |  |

| Arbitro: | Hennecke |

|  |           |           |
|  | Marcatori | 25’ Jerat |

#### Girone di ritorno
| Arbitro: | Stachowiak |

|           |           |           |
| Kubis 68’ | Marcatori | 38’ Spork |

| Arbitro: | Hennecke |

|                        |           |           |
| Wersching 66’ Cebe 77’ | Marcatori | 26’ Boden |

| Arbitro: | Steinhaus-Webb |

|  |           |                |
|  | Marcatori | 47’, 80’ Gerov |

| Arbitro: | Steinhaus-Webb |

|          |           |              |
| Kuru 19’ | Marcatori | 60’ Baltazar |

| Arbitro: | Hems |

|                       |           |  |
| Helder 11’ Oeiras 78’ | Marcatori |  |

| Arbitro: | Keßler |

|              |           |  |
| Wagefeld 57’ | Marcatori |  |

| Arbitro: | Rafati |

|              |           |                     |
| Schwanke 78’ | Marcatori | 29’ Demir 61’ Meyer |

| Arbitro: | Hennecke |

|            |           |  |
| Winter 21’ | Marcatori |  |

| Arbitro: | Lupp |

|  |           |                                              |
|  | Marcatori | 39’ Altıntop 52’ Stuckmann 77’ (rig.) Grauer |

| Arbitro: | Grudzinski |

|                    |           |                           |
| Koen 11’ Wedau 45’ | Marcatori | 31’ Rodrigues 86’ Hoßmang |

| Arbitro: | Thomßen |

|                                   |           |            |
| Hoßmang 8’ (rig.) Oeiras 29’, 90’ | Marcatori | 35’ Maurer |

| Arbitro: | Steinhaus-Webb |

|                                        |           |           |
| Bester 24’ Doğan 33’ (rig.) Yilmaz 72’ | Marcatori | 8’ Oeiras |

| Arbitro: | Plaggenborg |

|            |           |          |
| Oeiras 80’ | Marcatori | 63’ Dowe |

| Arbitro: | Weber |

|                                 |           |               |
| Steegmann 19’ Federico 52’, 65’ | Marcatori | 73’ Kurylenko |

| Arbitro: | Fleske |

|            |           |  |
| Oeiras 86’ | Marcatori |  |

| Arbitro: | Otte |

|          |           |                                                |
| Mota 11’ | Marcatori | 18’ Broum 63’ Shubitidze 72’ Berger 75’ Berger |

| Arbitro: | Winkmann |

|           |           |                       |
| Džaka 78’ | Marcatori | 43’ Oeiras 48’ Helder |

## Statistiche

### Statistiche di squadra
| Competizione      | Punti | In casa | In casa | In casa | In casa | In casa | In casa | In trasferta | In trasferta | In trasferta | In trasferta | In trasferta | In trasferta | Totale | Totale | Totale | Totale | Totale | Totale | DR  |
| Competizione      | Punti | G       | V       | N       | P       | Gf      | Gs      | G            | V            | N            | P            | Gf           | Gs           | G      | V      | N      | P      | Gf     | Gs     | DR  |
| ----------------- | ----- | ------- | ------- | ------- | ------- | ------- | ------- | ------------ | ------------ | ------------ | ------------ | ------------ | ------------ | ------ | ------ | ------ | ------ | ------ | ------ | --- |
| Regionalliga nord | 29    | 17      | 4       | 4       | 9       | 14      | 24      | 17           | 3            | 4            | 10           | 18           | 34           | 34     | 7      | 8      | 19     | 32     | 58     | -26 |
| Totale            | 29    | 17      | 4       | 4       | 9       | 14      | 24      | 17           | 3            | 4            | 10           | 18           | 34           | 34     | 7      | 8      | 19     | 32     | 58     | -26 |

### Andamento in campionato
| Giornata  | 1 | 2 | 3 | 4 | 5  | 6  | 7  | 8  | 9  | 10 | 11 | 12 | 13 | 14 | 15 | 16 | 17 | 18 | 19 | 20 | 21 | 22 | 23 | 24 | 25 | 26 | 27 | 28 | 29 | 30 | 31 | 32 | 33 | 34 |
| --------- | - | - | - | - | -- | -- | -- | -- | -- | -- | -- | -- | -- | -- | -- | -- | -- | -- | -- | -- | -- | -- | -- | -- | -- | -- | -- | -- | -- | -- | -- | -- | -- | -- |
| Luogo     | T | C | T | C | T  | C  | T  | C  | T  | C  | T  | C  | T  | C  | T  | T  | C  | C  | T  | C  | T  | C  | T  | C  | T  | C  | T  | C  | T  | C  | T  | C  | C  | T  |
| Risultato | V | V | P | P | N  | N  | P  | P  | N  | P  | V  | N  | P  | P  | P  | P  | P  | N  | P  | P  | N  | V  | P  | P  | P  | P  | N  | V  | P  | N  | P  | V  | P  | V  |
| Posizione | 2 | 4 | 6 | 9 | 10 | 11 | 12 | 14 | 14 | 15 | 13 | 12 | 14 | 15 | 17 | 17 | 18 | 18 | 18 | 18 | 18 | 18 | 18 | 18 | 18 | 18 | 18 | 18 | 18 | 18 | 18 | 18 | 18 | 18 |

Legenda:

Luogo: C = Casa; T = Trasferta. Risultato: V = Vittoria; N = Pareggio; P = Sconfitta.

### Statistiche dei giocatori
| F. Baldauf      | 1  | 0 | 0  | 0 |
| B. Baltazar     | 12 | 1 | 3  | 1 |
| C. Beer         | 15 | 0 | 1  | 0 |
| T. Boden        | 18 | 3 | 6  | 0 |
| A. Diebitz      | 1  | 0 | 0  | 0 |
| K. Dietrich     | 4  | 0 | 1  | 0 |
| M. Gaubatz      | 20 | 0 | 4  | 0 |
| R. Hamel        | 15 | 0 | 3  | 0 |
| M. Helder       | 9  | 2 | 2  | 0 |
| T. Hoßmang      | 33 | 2 | 11 | 0 |
| A. Kalthofen    | 0  | 0 | 0  | 0 |
| E. Keller       | 19 | 0 | 3  | 0 |
| U. Kramer       | 16 | 0 | 9  | 0 |
| R. Krause       | 32 | 1 | 5  | 0 |
| S. Kubis        | 28 | 6 | 3  | 0 |
| O. Kurylenko    | 21 | 1 | 3  | 0 |
| N. Menzel       | 0  | 0 | 0  | 0 |
| K. Michael      | 25 | 0 | 8  | 1 |
| C. Mota         | 14 | 1 | 3  | 1 |
| C. Oeiras       | 12 | 7 | 1  | 0 |
| R. Pietsch      | 27 | 1 | 2  | 1 |
| P. Rodrigues    | 13 | 1 | 3  | 1 |
| J. Schaumkessel | 21 | 0 | 2  | 0 |
| J. Schwanke     | 15 | 2 | 4  | 3 |
| F. Seifert      | 11 | 2 | 1  | 0 |
| M. Smíšek       | 0  | 0 | 0  | 0 |
| R. Trehkopf     | 32 | 0 | 9  | 0 |
| P. Viera        | 10 | 0 | 1  | 0 |
| T. Wächtler     | 23 | 1 | 2  | 0 |
| J. Zöphel       | 21 | 0 | 5  | 0 |